# Euonymus miniata
Euonymus miniata är en benvedsväxtart som beskrevs av Tolmatch. Euonymus miniata ingår i släktet Euonymus och familjen Celastraceae. Inga underarter finns listade.